# Продавець пригод
«Продавець пригод» — фантастична повість Георгія Садовнікова про подорож астронавта Аскольда Віталійовича, племінника астронавта Петрика, його друга Сані та дівчини Марини з котом Нявком на зорельоті «Шукач». Книга призначена дитячій аудиторії, написана легкою мовою та насичена гумором. Описано пригоди команди космічного корабля «Шукач» у всьому Всесвіті з метою пошуку коханої Петрика — Найдосконалішої в Часі та Просторі, а коли він її знайшов, стає ясно, що книга так просто не завершиться. Друзям під час подорожі доводиться боротися з лиходієм Барбаром, групою піратів, які викрали Марину, з невіглаством власних предків, зі самовільністю письменника Помса та іншими перешкодами.
Уривок із книги вперше опубліковано в газеті «Неделя» № 37, 1969. Перше видання випущено 1970 року (М.: Детская литература, 1970. Наклад: 100 000  прим. + дод. наклад 100 000 прим., 1972), книгу проілюстрував Г. О. Вальк. На 2012 рік книга витримала 8 перевидань російською мовою, видана також чеською (чеськ. Prodavač dobrodružstvo. — Praha: Albatros, 1972) та німецькою (нім. Der Abenteuerverkäufer. — Berlin: Verlag Neues Leben, 1974) мовами.
Продовження повісті опубліковано під назвою «Викрадення продавця пригод» (рос. Похищение продавца приключений) майже через 30 років — 1999 року.
Автор у своєму інтерв'ю говорив, що книгу в 1970-х двічі намагалися екранізувати (режисери Ісаак Магітон і Маріанна Рошаль) і навіть поставити в театрі, проте технічна складність знімання космічної кінофантастики виявилася непереборною для 1970-х років.

## Основні герої
- Аскольд Віталійович — досвідчений астронавт, досвідчений космічний мандрівник, якого знає весь Всесвіт. Важко переживає втрату днів, які пройшли в найцікавіших пригодах. Має авторитет у суспільстві, яке, проте, потихеньку починає забувати про його заслуги. З ентузіазмом хапається за можливість здійснити ще одну пригоду. Командир зорельота.
- Петрик (рос. Петенька; Петро Васильович Олександров) — син сестри Аскольда Віталійовича[2], дуже розумний юнак, фізик-теоретик, який закохався в Найдосконалішу у Всесвіті і формулу якої він вивів згодом. Штурман зорельота. Стане нареченим Марини.
- Сашко (рос. Саня; Олександр Трохимович Петров) — друг Петрика, юний і наполегливий авантюрист, молодша «копія» Аскольда Віталійовича, тільки надміру палкий і нетерплячий. На «Шукачі» його призначено юнгою. Йому дуже подобається Марина, і він старанно намагається знайти момент, щоб зізнатися їй у цьому.
- Марина — випадкова пасажирка на космічному зорельоті «Шукач», яка потрапила до нього через свого кота Нявка (рос. Мяука), який, за сюжетом, заліз у люк. Присвоєно посаду стюардеси. Стане нареченою Петрика. Навколо них в'ється друга половина книги.
- Кузьма — старий робот, близький друг Аскольда Віталійовича, який пройшов із ним крізь вакуум, зорі та всі атмосфери. На зорельоті — бортмеханік.
- Барбар (він же Єгор, він же Варвар) — чорт, хитрий шахрай і ошуканець, у другій половині книги намагається розлучити Марину і Петрика, а в першій — «занапастити» всю команду. У разі небезпеки для себе вдається до чесного слова, завдяки якому уникає покарання. Творить паскудні справи нарівні з добрими. На зорельоті був матросом. Має власний зореліт — тарілочку.
- Лицар Джон — космічний аналог Дона Кіхота, який потрапив у вакуум з волі Барбара, піддавшись на його вмовляння допомогти в простій справі. Втративши можливість потрапити на Землю свого часу, зробив собі власний зореліт «Савраска» і намагається прославити ім'я Аали — триголової студентки, втілення його мрії — мати дамою серця одночасно і брюнетку, і блондинку, і шатенку. В суперечці за її шляхетність пов'язує себе узами поєдинку з Петриком, жінкою серця якого на якийсь час стала Марина. Він широкоплечий, на його обличчі ростуть жорсткі руді вуса, схожі на затиснуту між носом і верхньою губою палицю. Одягнений у скафандр, який нагадує металеві обладунки. Має гучний голос.

## Другорядні герої
- Оповідач[3] — з нього починається книга, він з'являється тільки в першому розділі та епілозі, від його особи ведеться оповідь нібито прочитаної ним книги, яку упустив Продавець пригод з метою зацікавити його, і всі подальші розділи — це ніби «переказ із пам'яті» тієї книжки. Оповідач не згадує свого імені. 50 років він працює юнгою на лінії Новоросійськ — Туапсе, що впливає на його світогляд, роблячи його молодим душею, зовсім не зменшуючи скепсису, бо він таке бачив на лінії Новоросійськ — Туапсе, що ліфт між сосен, який веде в небо, його анітрохи не здивував.
- Продавець пригод[4] — один із героїв книги, з якого починається оповідь. Одягається в довгу червону сорочку до колін, носить постоли з жовтої синтетики (припускається, що штани теж є, але якого вони кольору та матеріалу, в книзі не написано). Зовнішність нагадує старовинного коробочника з порожнім лотком. Волосся біле, легке, кучері нагадують пух кульбаби, носить бороду. Очі яскраво-сині. У книзі з'являється рідко, оповідь не про нього. Має власний зореліт «Ослик». Живе край Всесвіту, а саме в будинку на астероїді. Могутній, проте в перебіг подій втручається дуже рідко. Основне заняття — продавати пригоди на різних планетах.
- Едик — юний винахідник і друг Сашка. Конструктор зорельота «Шукач». Має неуважний вигляд через постійну задуму. Короткозорий, худий і з гострим обличчям.
- Стара відьма — мешканка планети Пекло (рос. Ад), мати Барбара. Ім'я не згадується.
- Імператор Мульти-Пульти — правитель планет Хва і Не (тільки негуни лінуються це визнати), найвизначніший із Лахмітників. Украй щедрий на подарунки та слова. Має інвалідність — тільки одну руку. Носить три корони, три мантії, і, як і всі знатні хватуни, ще купу різного ганчір'я. Хитрий, розумний, має своєрідні погляди на рівнозначність обміну.
- Президент — голова планети Не. Як і всі негуни, проводить час, лежачи в кабінеті. Втім, коли Барбар розповідає йому про руду (з якої можна виплавити метал для виготовлення ліжок, на яких ніжитися буде набагато зручніше, ніж на підлозі і на столах), вибігає з кабінету і розвиває бурхливу діяльність. Значної ролі в сюжеті не відіграє.
- Раван — представник жителів планети Альтаїр. Син Седара, близького друга Аскольда Віталійовича. Один із багатьох, хто потрапив у полон на планеті Хва, як і всі, хто купився на легенду про планету Алоя і зниклого Толю. Має здатність ставати невидимим завдяки особливому керуванню молекулами свого тіла.
- Фіп, Ріп і Піп — відчайдушні спритники та трюкачі, або як вони самі себе називають — великі змовники. Низького зросту, товсті, носять ходулі, щоб здаватися вищими. Спочатку допомагали Барбару, який їх обдурив і залякав. Боягузливі та безтолкові, приєднуються до Сашка та Аскольда Віталійовича в пошуках Петрика та Марини. Мають власний зореліт.
- Письменник Помс — письменник із невдалою кар'єрою, любить переробляти персонажів книжок та повістей із позитивних на негативних, а негативних на позитивних, а також безсоромно запозичувати в інших авторів уривки з книжок. У другій книзі постає людиною, що виправилася, позитивним героєм.
- Пірат Роджер — космічний розбійник зі своєю зграєю, прислужував Барбару до того, як Аскольд Віталійович не викрив його у вигляді робота перед піратами.
- Кіт Нявко (рос. Кот Мяука) — кіт Марини. Спричинив її потрапляння на борт «Шукача». Під час перевантажень став плоским як килимок. Зазнав подібних метаморфоз кілька разів протягом книги. Має виразний погляд. Улюблене місце — під табуреткою Аскольда Віталійовича. Брав участь у порятунку Сашка та Марини з полону хватунів. Також завів величезний блискучий автомобіль, якому потрібен був шум.

## Зорельоти
- Шукач — зореліт «найбільшого» класу. Едиком створив і виростив його зі старого іграшкового паровоза-«кукушки» та стінного годинника з гучним боєм фірми Буре. Гальмувався крильцями. Керування здійснювалося через клавіші піаніно. Замість рації на нього помилково поставили човновий мотор від скутера, який дозволяє зорельоту рухатися зі швидкістю світла.
- Три хитруни — місткий космічний корабель Фіпа, Ріпа та Піпа. Має визначні конструктивні особливості, що дозволяють його маскувати під великі об'єкти: комети, пагорби, мамонтів.
- Тарілочка Барбара — багатомісний летючий об'єкт, що нагадує за формою два з'єднані блюдця, ніби накриті одне одним. Як з'ясовується згодом, зроблена з порцеляни, тому при зіткненні розбилася вщент.
- Савраска — одномісний космоліт, який сером Джон створив замість утраченого коня-тезки. На вигляд нагадує ракету з приробленими до неї ніжками й хвостом.
- Ослик — одномісний легкий зореліт Продавця пригод.
- Веселий божевільний собака — бриг космічних піратів.

## Планети
- Земля — звична нам планета в майбутньому, де польоти в космос є буденною річчю. На Землі шукачі живуть, але також потрапляють у давнину до своїх предків, де їх беруть у полон, а Марину хочуть видати заміж за Барбара. Там вони також зустрічаються зі своїми далекими предками та рідними. Незабаром шукачам удається повернутися у свій час.
- Алоя — вигадана планета, на яку заманював шукачів Барбар під приводом порятунку свого друга Толі. Великий астронавт був насторожений, оскільки не чув про таку планету, але Барбар їх переконав, що вона виникла нещодавно із густої туманності.
- Хва — планета, пов'язана тонким перешийком на кшталт гантелі з іншою планетою Не. Частково це пов'язано з особливістю її мешканців хапати все, що лежить погано. Вони мають великі руки, що нагадують клешні — настільки вони звикли хапати. На планеті розташований цвинтар кораблів, які не можуть вибратися через те, що хватуни все миттєво розтягують. Планета веде війну зі своєю сусідкою, планетою Не. Війна має млявий характер, оскільки хватуни не можуть розлучитися з єдиним ядром для пострілу, а негунам лінь не дозволяє піднятися навіть з окопа. На цій планеті Марина та Саша потрапили в полон до імператора планети Мульти-Пульти через підступи Барбара. За геніальною ідеєю Аскольда Віталійовича, який врятував «Шукач» від хватунів, вони знайшли цінне застосування своїй здібності, а Сашко та Марина врятувалися з полону.
- Не — спляча планета, жителі якої настільки знесиліли від розніженості, що їм ліньки навіть поворухнутися, не кажучи вже про війну з хватунами. Єдиним заняттям є байдикування. На планеті Петрик виявив Найдосконалішу в баченні негунів, а тих, у свою чергу, розбурхав кмітливий Барбаром, який підкинув їм ідею про те, як краще ніжитися, внаслідок чого планета ожила.
- Кассіопея — строго кажучи, не планета, а зоря. Тим не менш, вона обжита і є всесвітнім курортом. На ній помаранчеве небо, блакитне сонце, фіолетові пляжі, яскраво-зелене море.
- Пекло — рідна планета Барбара, де живуть чорти. Там також мешкає мати Барбара.
- Планета дітей — планета, на якій час зупинився (її вісь заіржавіла через підступ Барбара, що поливав її водою). Петрик потрапляє на неї, і йому доводиться поратися з дітьми. Пізніше діти вигнали його зі свого міста в ліс, де він знайшов сера Джона і разом з ним змастив вісь олією, після чого він повернувся до міста і виявив, що діти подорослішали.
- Ікс — планета, яку створив письменник Помс, пронизана загадками та таємницями. Основні жителі — персонажі Помса.
- Невидима планета — планета, яка стала невидимою, коли Роджер пофарбував її в чорний колір. Не мала атмосфери до моменту катастрофи Петрика, Барбара та сера Джона. Після того, як на ній виросла трава, стала видимою.
- Планета Гонча (рос. Планета Борзая) — планета в сузір'ї Гончих Псів, на якій розташовано базу космічних піратів.

## Артефакти
- Блямбімбомбам — скарб, який надійно «заховав» Барбар. Ніхто не знає, де він і чим є, але всі його шукають. Сам Барбар наприкінці книги заявляє, що це — нічого.
- Обценьки продавця пригод — обценьки, за допомогою яких можна згинати простір.

## Крилаті слова
- — Більйон метеоритів!
- — Совісті у вас нема, Барбаре. — На жаль, залишки ще є, заважають працювати.
- — Ми такі страшні, … що самі себе боїмося!
- — Ну добре, всього один метеорит, але найшкідливіший і наймерзенніший!
- — Коли ми надягаємо ходулі, то стаємо жах якими страшними!
- — Це у нас зуби клацають… від мужності…